# Naves ardiendo más allá de Orión
Naves ardiendo más allá de Orión es el quinto álbum de estudio de Ismael Serrano. Fue disco de oro en España y Argentina. El título hace referencia al monólogo final de la película Blade Runner (véase «Lágrimas en la lluvia»).
El primer sencillo fue «Elegía», una rumba dedicada al actor de cine quinqui Juan José Moreno Cuenca El Vaquilla.
Siendo uno de los discos más prestigiosos del músico español, ha sido incluido por el poeta y ensayista Mariano Torrent en el lugar nº 17 de su listado de los mejores álbumes en español de la historia.

## Lista de canciones
Todas las canciones fueron compuestas por Ismael Serrano, excepto donde lo indica. 

| N.º | Título                                                      | Duración |  |
| 1.  | «Elegía»                                                    | 4:33     |  |
| 2.  | «El virus del miedo»                                        | 4:45     |  |
| 3.  | «Sucede que a veces»                                        | 4:03     |  |
| 4.  | «Duermes»                                                   | 4:42     |  |
| 5.  | «Reina del súper»                                           | 4:17     |  |
| 6.  | «Volveré temprano»                                          | 3:33     |  |
| 7.  | «Alicia»                                                    | 2:32     |  |
| 8.  | «Fragilidad»                                                | 4:40     |  |
| 9.  | «Allí»                                                      | 4:32     |  |
| 10. | «El vals de los jubilados» (letra de Rodolfo Serrano Recio) | 3:33     |  |
| 11. | «Jóvenes y hermosos»                                        | 4:30     |  |
| 12. | «Estamos a salvo»                                           | 2:57     |  |
| 13. | «Dulce memoria»                                             | 4:26     |  |
| 14. | «Ya nada es lo que era»                                     | 3:55     |  |

El disco vino acompañado por DVD con un documental llamado "El Camino del Trovador" dirigido por Carlos Pérez Benito.